# Procon-ten

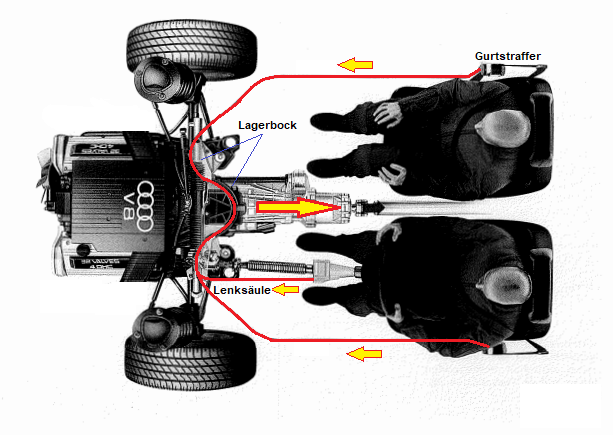
Aufbau des Procon-ten Systems. Die Seilführung ist rot, die Bewegungsrichtung mit Pfeilen markiert.

Procon-ten (von programmed contraction und tension) war eine Marke für ein System zur Erhöhung der passiven Sicherheit in Kraftfahrzeugen, das bei einem Frontalaufprall die Lenksäule zurückzieht und die Sicherheitsgurte strafft. Das System wurde in den 1980er Jahren von Audi entwickelt und als Marke eingetragen, welche 2002 gelöscht wurde. Eingebaut wurde es unter anderem im Audi 80 B3, Audi 80 B4 und Audi 100 C4.
Das mechanisch arbeitende Procon-ten besteht aus Stahlseilen, die die Lenksäule sowie die vorderen Sicherheitsgurte über Umlenkrollen im Bereich der vorderen Radaufhängungen mit dem Motorblock verbinden. Bei einem Frontalaufprall wird in der Anfangsphase der Motorblock zwischen den Vorderrädern hindurch in Richtung der Fahrgastzelle geschoben. Durch die Umlenkung der Seile wird diese Bewegung genutzt, um die Lenksäule und die Pedalerie in entgegengesetzter Richtung vom Fahrer wegzuziehen und gleichzeitig die Sicherheitsgurte zu spannen. Mit Einführung von Airbags wurden beide Systeme ab Ende der 1980er Jahre, wie im Audi 100 C3 und im Audi 100 C4, zum Teil kombiniert.  
Zweck des Systems ist vor allem, die Gefahr von Kopfverletzungen durch Aufschlagen auf das Lenkrad zu verringern. Die Gurtstraffer verringern das Verletzungsrisiko zusätzlich. Zu der Zeit, als Procon-ten auf den Markt kam, gehörten Airbags nicht zur Serienausstattung, sondern waren in vielen Modellen noch gar nicht, in anderen gegen Aufpreis erhältlich. Airbags waren noch erheblich teurer als das Procon-ten mit 1000 DM. Eine technische Einschränkung von Procon-ten ist, dass es nur bei einem Frontalaufprall wirkt, der die Motor-Getriebekombination in den Kardantunnel schiebt.
Mit dem Preisverfall der Airbags und nachdem die anfänglichen Vorbehalte, ein Airbag könnte unkontrolliert zünden, ausgeräumt waren, wurde Procon-ten Mitte der 90er Jahre vom Markt genommen und durch serienmäßige Airbags ersetzt. So war procon-ten ab dem Audi A6 C4 und dem Audi A4 B5 Mitte 1995 nicht mehr verfügbar.

## Nachteile
Das Lenkrad wird durch das Stahlseil, das um Motorblock und Getriebe liegt, mit der gleichen Geschwindigkeit ins Armaturenbrett gezogen, wie der Aufprall an sich dauert. Dieses Geschehen dauert in der Regel nur wenige Millisekunden. Der Motorblock nimmt ebenso in der Geschwindigkeit die neue Position ein wie das Lenkrad. Die gesamten Kräfte, die auf den Motorblock wirken, werden somit über das Stahlseil in Negativ-Richtung an das Lenkrad abgegeben. Somit können innerhalb von wenigen Millisekunden mehrere Kilonewton am Lenkrad ziehen, was fatale Folgen haben kann:
Bei größer gebauten Menschen können die Knie bei einem Aufprall verletzt werden, wenn das Lenkrad ruckartig in das Armaturenbrett gezogen wird. In besonders schweren Fällen eines Aufpralls (mit mehr als den damals üblich getesteten 30 bis 45 km/h) wird der Fußraum des Fahrers bei einer Frontabdeckung von 40 % stark verkleinert. Beim Einsetzen des Procon-ten kann es bei Menschen, die größer als 1,80 m sind, durch das Zurückschnellen des Lenkrades und die zusätzliche Verkleinerung des Fußraumes durchaus zu schweren Verletzungen kommen; im schlimmsten Fall besteht die Möglichkeit des Trümmerbruchs der Knie und Unterschenkel des Fahrers. Da die Stahlseile, die zu den Gurten geführt sind, enorme Druckkräfte auf die Fahrgastzelle ausüben, kann diese auch etwas verformt werden, so dass sich nach einem Unfall die Türen nicht mehr öffnen lassen. Außerdem ist nach einer Auslösung des Systems auch bei leichteren Unfällen das Fahrzeug in der Regel irreparabel beschädigt, weil durch die Kräfte, die auf die oberen Umlenkpunkte der Gurte einwirken, die B-Säulen verbogen werden. Funktionsbedingt geht jede Auslösung des Systems mit einer Verschiebung des gesamten Antriebsstrangs nach hinten einher. Das Fahrzeug ist dann in der Regel auch nicht mehr fahrbereit und nur mit extrem hohen Kosten reparierbar. Zudem konnte das System bei einer Vielzahl von Aufprallwinkeln die ihm zugedachte Wirkung nicht oder nicht vollständig entfalten.

## Modellreihen mit procon-ten

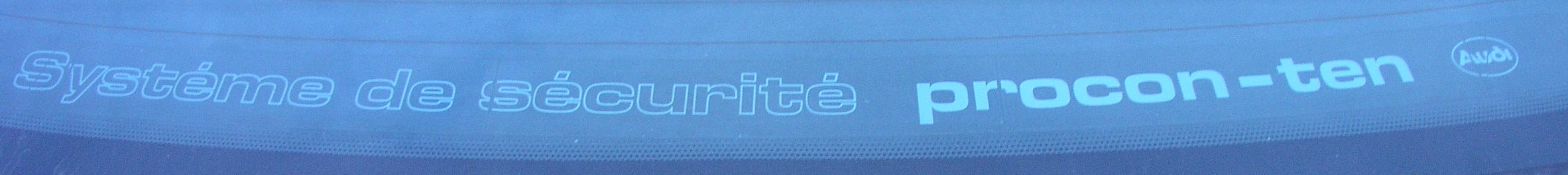
Heckscheibenaufkleber mit Procon-ten-Logo

- Audi 80 / 90 B3
- Audi 80 / S2 / RS2 B4
- Audi 100 / 200 C3
- Audi 100 / S4 C4
- Audi Coupe
- Audi Cabriolet (Bis 1994)
- Audi V8